# Liste des œuvres de Denis Diderot
Cet article contient la liste des œuvres de Denis Diderot triées par genre. La liste est suivie par une liste des éditions collectives de référence et d'un tableau de synthèse.
La catégorie correspondante regroupe les titres qui font déjà l'objet d'un article détaillé.
Pour une étude détaillée de la bibliographie matérielle de Diderot, on consultera avec intérêt l'importante bibliographie rassemblée par David Adams.
Philosophie, science, esthétique, politique, religion... tous les sujets sont liés dans l'esprit et sous la plume de Diderot. Il semble plus objectif — bien qu'encore discutable par endroits — de regrouper ses œuvres selon la forme littéraire qu'elles prennent.

## Fictions

### Romans
- Les Bijoux indiscrets
- La Religieuse
- Jacques le fataliste et son maître

### Contes
- Les Deux Amis de Bourbonne
- Madame de La Carlière
- Ceci n'est pas un conte
- Supplément au voyage de Bougainville
- L'Oiseau blanc : conte bleu

### Théâtre
- Le Fils naturel ou les Épreuves de la vertu, suivi des Entretiens sur le Fils naturel
- Le Père de famille, accompagné d'un Discours sur la poésie dramatique
- Est-il bon ? Est-il méchant ? et ses deux textes préparatoires : Plan d'un divertissement domestique et La Pièce et le prologue

### Dialogues
- Le Neveu de Rameau intitulée Satire seconde sur le manuscrit, dialogue philosophique (réd. étalée de 1761 à 1782 ; éd. 1805)
- Le Rêve de D'Alembert (réd. 1769, éd. 1830)
- Entretien d'un père avec ses enfants ou Du danger de se mettre au-dessus des lois
- Entretien d'un philosophe avec la maréchale de *** (réd. 1773-1774, Corr. 1775, éd. 1777)
- Lui et moi
- Mystification ou L'histoire des portraits[2]

## Essais
- Pensées philosophiques
- De la suffisance de la religion naturelle
- La Promenade du sceptique
- Lettre sur les aveugles à l'usage de ceux qui voient et des Additions
- Lettre sur les sourds et muets
- Suite de l'Apologie de M. l'abbé de Prades
- Pensées sur l'interprétation de la nature
- Addition aux Pensées philosophiques
- Principes philosophiques sur la matière et le mouvement
- Regrets sur ma vieille robe de chambre
- Paradoxe sur le comédien (réd. 1773-1777)
- L'Histoire et le secret de la peinture en cire (1755)

## Critique et comptes rendus

### Peinture
- Neuf Salons rédigés entre 1759 et 1781.
  - Les Essais sur la peinture sont une annexe au Salon de 1765 (Corr., 1766)
- Pensées détachées sur la peinture, la sculpture, l’architecture et la poésie (Corr., à partir de février 1772).

### Philosophie
- Réfutation suivie de l'ouvrage d'Helvétius intitulé De l'homme, rééd. 1774, Corr. de janvier 1783 à mars 1786, avec une interruption de septembre 1783 à mars 1784 ; 1re éd. 1875
- Lettre sur l’Examen de l’Essai sur les préjugés, ou Pages contre un tyran
- Observations sur la « Lettre sur l’homme et ses rapports »

### Théâtre
- Entretiens sur le Fils naturel
- Discours sur la poésie dramatique

### Auteurs
- Éloge de Richardson (éd. janvier 1762 dans le Journal étranger et en monographie, la même année).
- Sur Térence, (rééd. à la demande de Jean Baptiste Antoine Suard, publié le 15 juillet 1765 dans la Gazette littéraire de l'Europe, p. 129-146).
- Notes sur le style, à propos de la Ricerche intorno alla natura dello stile de Cesare Beccaria, rééd. 1771.

### Littérature
- Sur les femmes, Corr., 1er juillet 1772. Critique de l'Essai sur le caractère, les mœurs et l'esprit des femmes dans les différents siècles de Antoine Léonard Thomas, Paris, Moutard, 1772[3].
- La Satire première, à propos d'un vers d'Horace.

## Articles de l’Encyclopédie
En plus du Prospectus et de la supervision générale des articles, Diderot a personnellement rédigé près de 3 500 d'articles de l’Encyclopédie, dont anatomie, art, autorité politique, beau, capuchon, christianisme, citoyen, encyclopédie, éclectisme, mélancolie, philosophie…
Un décompte et un inventaire basés sur les recherches scientifiques les plus récentes est disponible sur le site ENCCRE, l'Édition Numérique Collaborative et CRitique de l’Encyclopédie.

## Politique
- Première lettre d'un citoyen zélé qui n'est ni chirurgien ni médecin à M. D. M. maître en chirurgie, ancien professeur à Saint-Côme, de l'Académie Royale des Sciences, & de l'Académie nationale de chirurgie où l'on propose un moyen d'appaiser les troubles qui divisent depuis si long-tems la Médecine & la Chirurgie, 1748 - À propos des différends corporatistes de l'époque entre médecins et chirurgiens. Diderot propose que chirurgiens et médecins se réunissent en un seul corps professionnel.
- Lettre sur le commerce des livres (réd. en 1763, éd. 1861) ou, initialement, Mémoire sur la liberté de la presse
- Apologie de l’abbé Galiani, suite des Dialogues sur le commerce des blés (voir Contributions) (1770)
- Abdication d’un roi de la fève ou Les éleuthéromanes (réd. 1772, éd. 1796)
- Pensées détachées ou Fragments politiques échappés du porte-feuille d’un philosophe (Corr. 1772)
- Observations sur le Nakaz (1774)
- Principes de politique des souverains (1774)
- Plan d'une université (réd. 1775).
- Essai sur les règnes de Claude et de Néron (1778).
- Notes écrites à la marge de Tacite (autre titre : Critique du despotisme), réd. achevée fin août 1774, Corr. août-septembre 1775.
- Lettre apologétique de l'abbé Raynal à monsieur Grimm (réd. 25 mars 1781).

## Sciences
- Mémoires sur différents sujets de mathématiques, 1748
- Mémoire sur la cohésion des corps.
- Éléments de physiologie (réd. à partir de 1774, non achevé)
- Introduction à la chymie (sic), notes des cours suivis auprès de Guillaume-François Rouelle (réd. 1757, éd. 1887).
- Sur deux mémoires de D'Alembert

## Récits de voyage
- Voyage à Langres
- Voyage à Bourbonne
- Voyage en Hollande

## Contributions
- Système de la nature du baron d'Holbach
- De l'éducation publique, Dominique-François Rivard
- Dialogues sur le commerce des blés, de l’abbé Galiani (1770)
- Catilina de François Tronchin. Diderot travaille sur ce texte en avril 1775 et en change la focalisation au point de devoir en transformer le titre en Terentia.
- Histoire philosophique et politique des deux Indes, de Raynal. Diderot travaillera avec Raynal dès la première édition de 1770 mais contribuera surtout à la troisième, de 1780.
- Histoire de Madame de Montbrillant de Louise d'Épinay (éd. en 1818).
- Leçons de clavecin, et principes d'harmonie d'Anton Bemetzrieder, Paris, Bluet, 1771. Dans la préface, Diderot explique que son rôle n'a consisté qu'à apporter des corrections au français tudesque de l'auteur mais qu'au-delà, il n'a contribué ni au fond ni à la forme de l'ouvrage. Son insistance est telle que le propos en devient douteux[6]. Ré-édité en fac simile aux éditions Phénix en 2001  (ISBN 9782745808561).
- Jean-Philippe Rameau, Démonstration du principe de l'harmonie, Paris, Durand, Pissot, 1750.

## Traductions
La date est celle de la traduction effective de Diderot, pas celle de l'œuvre originale :
- Histoire de la Grèce de Temple Stanyan, 1742-1743
- Essai sur le mérite et la vertu de Shaftesbury, traduction française et annotations de Diderot, 1745
- Dictionnaire universel de médecine de Robert James, 1746-1748.
- Apologie de Socrate de Platon, traduction entreprise en captivité à Vincennes, 1749
- Cyclopaedia or Universal Dictionnary of Arts and Sciences d'Ephraïm Chambers, à partir de 1750. Les développements apportés à cette traduction sont à l'origine de l’Encyclopédie.
- Le Joueur (The gamester) d'Edward Moore, 1760.
- Certains textes d'Ossian
- La Monadologie de Leibniz, dans l'article Leibnizianisme de l’Encyclopédie, 1765, tome 9, p. 369.

## Correspondance privée
L'édition Roth-Varloot rassemble un corpus de 950 lettres
- Correspondance avec Sophie Volland
- Correspondance avec Falconet sur la postérité[8].
- Lettre apologétique de l'abbé Raynal à monsieur Grimm, rédigée le 25 mars 1781, mais jamais envoyée.

## Lettres publiques
On peut considérer comme lettres publiques les textes présentés comme tels (Lettre à, Lettre sur, ...) et au moins destinés à la publication immédiate. Cette liste reprend des textes signalés par ailleurs sur cette page, qui se justifie par l'intérêt à rassembler des revandications fortes et publiques de Diderot, par opposition aux textes qu'il choisit de ne pas publier.
- Lettre sur les aveugles à l'usage de ceux qui voient, 1749
- Lettre sur les sourds et muets, 1751
- première lettre au R. P. Berthier, février 1751 (en ligne)
- seconde lettre au R. P. Berthier, février 1751 (en ligne)
- Lettre à mon frère, 1760
- Lettre historique et politique adressée à un magistrat sur le commerce de la librairie, rédigée en 1763, mais seulement publiée telle qu'elle en 1861.
- Lettre sur l’Examen de l’Essai sur les préjugés, rédigée en 1770 mais seulement publiée en 1937
- Lettre à la comtesse de Forbach sur l’éducation des enfants (réd. vers 1772)
- Lettre à M. *** sur l'abbé Galiani
- Lettre à M. Galiani sur la sixième ode du troisième livre d'Horace
- Lettre d'un citoyen zélé
- Au public et aux magistrats (DPV, V, p. 68-78)
- Lettre à Landois
- Lettre à madame Riccoboni

## Textes apocryphes ou ayant été jugés tels
Quelques ouvrages ont été attribués erronément à Diderot. Les écrits sans noms d'auteurs sont anonymes.
- Code de la nature d'Étienne-Gabriel Morelly, 1755[10]
- Le Dialogue entre Diderot et l'abbé Barthélemy
- Le diable au café de Louis Ménard[10]
- De l'éducation publique de Jean-Baptiste-Louis Crevier, 1763[10]
- Justification de plusieurs articles du Dictionnaire encyclopédique ou Préjugés légitimes contre Abraham-Joseph de Chaumeix de Charles Leclerc de Montlinot, 1760[10]
- Jules et Sophie ou le Fils naturel, 1789, une autre édition indique Le Chartreux[10]
- Histoire d'Ema de Claude de Thiard de Bissy et Julien Busson [1752], une allégorie sur l'âme[10].
- L'Hymen réformateur des abus du mariage, ou le code conjugal, 1756[10]
- Lettres de Mme la marquise de Pompadour, attribué à Crébillon fils ou au comte Barbé-Marbois[10]
- Lettre au R. P. Berthier sur le matérialisme de Gabriel-François Coyer, 1759[10]
- Mémoire pour Abraham Chaumeix, attribué à André Morellet[10]
- Les Œuvres morales de Mr. Diderot, A Francfort, aux dépens de la Compagnie, 1770, 2 tomes. Contient De l'amitié et Des passions, textes de Marie-Geneviève-Charlotte Thiroux d'Arconville[10]
- Principes de philosophie morale d'Étienne de Beaumont (1754)[10]
- Réflexions sur la jalousie pour servir de commentaires aux derniers ouvrages de Voltaire de Charles Georges Leroy, 1772[10]
- Rêveries d'un païen mystique  de Louis Ménard
- Second voyage de Jacques le Fataliste et son maître, an XII-1803[10]
- Thérèse philosophe, roman[10]

## Éditions de référence
On reprend ici les références des plus importantes éditions des œuvres de Diderot, soit compilées soit isolées. Ces références sont utilisées dans le tableau infra qui retrace l'histoire de l'édition des textes du philosophe.
1772, Œuvres philosophiques de M. D***, Amsterdam, Marc-Michel Rey, 6 vol., illustré, 13 cm sur 21 cm. Cette édition n'a pas été consentie par Diderot et contient deux textes qui ne sont pas de lui.
- Vol. 1 : Essai sur le mérite et la vertu, le Code de la nature.
- Vol. 2 : Lettre sur les sourds et muets, Lettre sur les Aveugles.
- Vol. 3 : Le Père de famille (et De la poésie dramatique)
- Vol. 4 : Le Fils naturel
- Vol. 5 : Les Bijoux indiscrets
- Vol. 6 : Traité du Beau, Du beau absolu, De la philosophie des chinois, Science subséquente, Acoustique, Mémoires sur différents sujets de mathématiques.

1773, Contes moraux et nouvelles Idylles de Mrs D... et Gessner, textes édités par Jacques-Henri Meister, Zurich, chez Orell, Gessner, Fuessli & Comp.
- Les Deux Amis de Bourbonne
- Entretien d'un père avec ses enfants
- Les Idylles de Gessner

1773, Londres, 5 vol.
- Vol 1 : Prospectus de l'Encyclopédie, De l'éducation publique, Essai sur le mérite et la vertu, Traité du beau, Éloge de Richardson, choix d'articles philosophiques extraits de l'Encyclopédie.
- Vol 2 : Pensées sur l'interprétation de la nature, Pensées philosophiques, Lettre sur les aveugles, Lettre sur les sourds et muets, Principes de philosophie morale, Code de la nature.
- Vol 3 : L'histoire de Grèce
- Vol 4 : Les Bijoux indiscrets, Lettre sur le matérialisme, Regrets sur ma vieille robe de chambre, Justification de plusieurs articles du Dictionnaire Encyclopédique, ou Préjugés légitimes contre Abraham Chaumeix.
- Vol 5 : Le Fils naturel (précédé de De la poésie dramatique), Le Père de famille, L'Humanité ou Le tableau de l'indigence : triste drame par un aveugle tartare.

1777, Pensées philosophiques en français et en italien, Amsterdam. Édition bilingue des Pensées philosophiques et de l'Entretien d'un philosophe avec la maréchale de ***. Publiées sous l'identité de Thomas Crudeli qui présentait l'intérêt d'être décédé depuis une trentaine d'années. Le choix de Crudeli est sans doute une allusion maçonnique mais qui est l'initiateur de cette édition ? Disponible sur Gallica
1796, Opuscules philosophiques et littéraires, la plupart posthumes ou inédites. Contient L’Entretien d'un philosophe avec la maréchale de *** et Le Supplément au voyage de Bougainville.
1798, Œuvres publiées sur les manuscrits de l'auteur par Jacques-André Naigeon, Paris, Desray, Deterville, 15 vol.
- Tome 1 :
- Tome 2 : Mémoires sur différents sujets de mathématiques, Lettre sur les Aveugles, Lettre sur les sourds et muets (avec ses Additions), Recherches philosophiques sur l'origine et la nature du beau.
- Tome 3 : Prospectus de l'Encyclopédie, Sur le projet d'une Encyclopédie, Lettre au R. P. Berthier, Seconde lLettre au R. P. Berthier, De l'interprétation de la nature, Principes sur la matière et le mouvement, Supplément au Voyage de Bougainville, Lettre à madame la comtesse de Forbach sur l'éducation des enfants, Lettre sur Boulanger, Réflexions sur le livre de l'esprit, par M. Helvetius.
- Tome 8 : Essai sur les règnes de Claude et Néron
- Tome 9 : Vie de Sénèque, Éloge de Richardson, De Térence, Sur les systèmes de musique des anciens peuples, Lettre d'un citoyen zélé, qui n'est ni médecin, ni chirurgien, Sur l'histoire de la chirurgie, par M. Peyrilhe, Entretien d'un père avec ses enfants, Principes de politique des souverains, Sur l'histoire du Parlement de Paris, par Voltaire, Sur la princesse d'Ashkow, Regrets sur ma vieille robe de chambre, Lettre à Monsieur *** sur l'abbé Ferdinando Galiani, Sur les lettres d'un fermier de Pensylvanie aux habitants de l'Amérique septentrionale, Lettre de M. Ramsay, peintre du Roi d'Angleterre à M. Diderot, Lettre à M. l'abbé Galiani sur la sixième Ode du troisième livre d'Horace, Satire première
- Tome 13 : Salon de 1765 - précédé d'un avertissement éditorial.
- Tome 14 : Salon de 1767.

1818 (juin)-1819, Œuvres complètes de Denis Diderot, Georges-Bernard Depping (dir.), éd. Belin. 7 vol. 

« M. Belin annonce comme faisant partie de sa collection de prosateurs français une édition des œuvres complètes de Diderot en cinq tomes in-8 dont le prix est de 35 fr pap. superf. et de 70 fr pap. vél. pour les personnes qui souscriront avant la publication du tome I en juin prochain. Les cinq volumes comprendront un supplément composé de pièces inédites et qu’on peut se procurer séparément pour le joindre aux anciennes éditions des Œuvres de Diderot. Ces pièces inédites consistent en un Voyage en Hollande, divers articles sur les arts la littérature et la philosophie pièces de vers etc. Prix du supplément, 6 fr. »

— Journal des savants, mai 1818, p. 317.
1821-1834, Œuvres par J. L. J. Brière (avec la collab. de François Walferdin), Paris, 26 vol.
1875-1877, Œuvres complètes, édition établie par J. Assézat et M. Tourneux, Paris, 20 vol. (Contenu des volumes et accès aux textes dans Wikisource)
1955-1970 : Correspondance. Édition établie par Georges Roth et Jean Varloot. 16 vol., Ed. de Minuit.
1962-1964, Diderot, Œuvres, Paris, Garnier.
- Henri Bénac, Œuvres philosophiques, édition illustrée, 1962 : Pensées philosophiques, Addition aux Pensées philosophiques, Lettre sur les aveugles à l’usage de ceux qui voient, Additions à la Lettre sur les aveugles, De l'interprétation de la nature, Le Rêve de D'Alembert, Principes philosophiques sur la matière et le mouvement, Entretien d'un père avec ses enfants, Supplément au Voyage de Bougainville, Entretien d'un philosophe avec la maréchale de ***, Réfutation suivie de l'ouvrage d'Helvétius intitulé L'Homme (extraits), Lettre apologétique de l'abbé Raynal à M. Grimm.
- Paul Vernière, Œuvres romanesques, 1964 : Les Bijoux indiscrets, La Religieuse, Le Neveu de Rameau, Jacques le Fataliste, Les deux amis de Bourbonne, Ceci n'est pas un conte, Sur l'inconséquence du jugement public sur nos actions particulières.

1969-1972, Œuvres complètes, éd. chronologique avec introduction de Roger Lewinter, Club Français du Livre, Paris, 15 vol. 
Depuis 1975, Œuvres complètes, édition critique et annotée par Jean Fabre, Herbert Dieckmann, Jacques Proust, Jean Varloot (dite "DPV"), Paris, 33 vol. prévus. Le principe est de publier une édition scientifique et complète malgré les remaniements des papiers de Diderot.
Vingt-deux volumes ont été publiés entre 1975 et 1995 (I–XX, XXIII et XXV). Tous ces volumes ont été réédités en 2003. Trois nouveaux volumes ont été publiés en 2005 (XXIV) et 2024 (XXI et XXVIII).
- Vol. I, « Le modèle anglais » : Les Mémoires de Mme de Vandeul, Histoire de Grèce, Dictionnaire universel de médecine, Essai sur l’homme, Essai sur le mérite et la vertu.
- Vol. II, « Philosophie et mathématiques » : Pensées philosophiques, La Promenade du sceptique, De la suffisance de la religion naturelle, Lettre d’un citoyen zélé, Mémoires sur différents sujets de mathématiques, écrits divers de mathématiques.
- Vol. III, « Les bijoux indiscrets » : Les Bijoux indiscrets, L’oiseau blanc, conte bleu.
- Vol. IV, « Le nouveau Socrate » : Lettre sur les aveugles, Lettre sur les sourds et muets, Apologie de Socrate, Suite de l’apologie de Monsieur l’abbé de Prades.
- Vol. V, « Encyclopédie » : documents annexes, Prospectus de l'Encyclopédie, liste des articles de l'Encyclopédie, articles de Diderot (lettre A).
- Vol. VI, « Encyclopédie » : articles de Diderot (B-C).
- Vol. VII, « Encyclopédie » : articles de Diderot (D-L).
- Vol. VIII, « Encyclopédie » : articles de Diderot (M-Z), Lettre sur le commerce de la librairie.
- Vol. IX, « L’interprétation de la nature »
- Vol. X, « Le drame bourgeois » : Le Fils naturel, Le Père de famille (Diderot), De la poésie dramatique, lettre à Madame Riccoboni, plans et canevas, projet de préface à M. Tru.
- Vol. XI, « La Religieuse » : La Religieuse, Le Shérif, Le Joueur.
- Vol. XII, « Le neveu de Rameau » : Satire première, Lui et moi, Le Neveu de Rameau, Sur la traduction de Perse par l’abbé Le Monnier, Les Deux Amis de Bourbonne, Entretien d’un père avec ses enfants, Supplément au voyage de Bougainville, Madame de La Carlière.
- Vol. XIII, « Arts et lettres » : textes divers de 1739 à 1766.
- Vol. XIV, « Salons » : salon de 1765 et Essais sur la peinture.
- Vol. XV, Le pour et le contre ou Lettres sur la postérité (correspondance avec Falconet)
- Vol. XVI, « Salons » : salons de 1767 et 1769.
- Vol. XVII, « Le Rêve de D'Alembert » : Principes philosophiques sur la matière et le mouvement, Le Rêve de D'Alembert, le manuscrit de Pétersbourg, Éléments de physiologie.
- Vol. XVIII, « Arts et lettres » : textes de 1767 à 1770, dont certains furent insérés dans la Correspondance littéraire[13].
- Vol. XIX, « Musique » : la querelle des Bouffons, Sur les systèmes de musique des anciens peuples, Leçons de clavecin et principes d’harmonie, Sur les leçons de clavecin, projet d’exercices de clavecin.
- Vol. XX, « Paradoxe sur le comédien » : Paradoxe sur le comédien, Voyages à Bourbonne et à Langres, Diderot et Galiani en 1769-1771, Arts et lettres (1771-1773), Diderot et Beccaria en 1765-1766, textes insérés dans la Correspondance littéraire, textes non insérés dans la Correspondance littéraire)
- Vol. XXI, « Plan d’une Université ».
- Vol. XXII, « Politique ».
- Vol. XXIII, « Jacques le Fataliste » : Jacques le fataliste et son maître, autres textes dramatiques.
- Vol. XXIV, « Réfutations » : Voyage de Hollande, Observations sur Hemsterhuis, Réfutation d’Helvétius.
- Vol. XXV, « Essai sur les règnes de Claude et de Néron » : Essai sur les règnes de Claude et de Néron, Les deux amis, plan d’une tragédie intitulée Terentia.
- Vol. XXVI : « Fragments et projets »
- Vol. XXVII à XXXII : « correspondance générale »
- Vol. XXXIII : « Index »

1994-1997, Œuvres de Diderot, édition établie par Laurent Versini, Paris, Robert Laffont, coll. Bouquin, 5 vol.
- Vol. 1 : Philosophie (Pensées philosophiques - Addition aux Pensées philosophiques - De la suffisance de la religion naturelle - La Promenade du sceptique - Lettre sur les aveugles - Additions à la Lettre sur les aveugles - Articles de philosophie tirés de l'Encyclopédie - Suite de l'Apologie de M. l'abbé de Prades - Pensées sur l'interprétation de la nature - Le Rêve de D'Alembert - Principes philosophiques sur la matière et le mouvement - Observations sur Hemsterhuis - La Réfutation d'Helvétius - Entretien d'un philosophe avec la maréchale de *** - Sur les femmes - Essai sur les règnes de Claude et de Néron - Éléments de physiologie)
- Vol. 2 : Contes (Les Bijoux indiscrets - L'Oiseau blanc : conte bleu - La Religieuse - Mystification - La Vision de M. de Bignicourt[14] - Les Deux Amis de Bourbonne - Entretien d'un père avec ses enfants - Ceci n'est pas un conte - Madame de La Carlière - Supplément au voyage de Bougainville - Satire première - Lui et moi - Le Neveu de Rameau - Jacques le fataliste et son maître)
- Vol. 3 : Politique
- Vol. 4 : Esthétique et théâtre
- Vol. 5 : Correspondance (ordre chronologique)

Depuis 2004, éd. dir. par Michel Delon, Paris, Gallimard, bibl. de la Pléiade (4 volumes prévus).
- Vol. 1, Contes et romans (2004). Contient : Les Bijoux indiscrets, La Religieuse, Mystification, Les Deux Amis de Bourbonne, Entretien d'un père avec ses enfants, Ceci n'est pas un conte, Madame de La Carlière, Supplément au voyage de Bougainville, Le Neveu de Rameau, Jacques le fataliste et son maître et l'Éloge de Richardson.
- Vol. 2, Œuvres philosophiques (2010). Contient : Pensées philosophiques - Promenades de Cléobule - Lettre sur les aveugles - Lettre sur les sourds et muets - Pensées sur l'interprétation de la nature - Le Rêve de D'Alembert - Principes philosophiques sur la matière et le mouvement - La Réfutation d'Helvétius - Entretien d'un philosophe avec la maréchale de *** - Essai sur les règnes de Claude et de Néron

## Tableau de synthèse
Le tableau ci-dessous met en évidence la révélation progressive de l’œuvre de Diderot et les décalages parfois importants entre la date de rédaction et la publication effective.
- Les titres en gras sont ceux des écrits largement publiés du vivant de l'écrivain - mais pas nécessairement sous son nom.
- La colonne périodique indique la publication d'un texte dans un périodique, pour autant qu'elle précède la première édition en monographie ; par défaut, il s'agit de la Correspondance littéraire mais dont on connait la confidentialité de la diffusion.
- La colonne monographie indique la date de la première édition du texte dans une monographie ; quand le texte fait partie d'un recueil, une précision renvoie à une des éditions signalées ci-dessus.
- Les articles de l'Encyclopédie ne sont pas repris.

| Œuvre                                                                                                | Rédaction                               | Périodique                                                                                      | Monographie                                    | Forme                        | Objet               |
| --- | --------------------------------------- | ----------------------------------------------------------------------------------------------- | ---------------------------------------------- | ---------------------------- | ------------------- |
| Entretien d'un philosophe avec la maréchale de ***                                                   | 1773                                    | 1776, 23 juillet (Corr. de Metra)                                                               | 1777 (Pensées philos.)                         | Dialogue                     | Philosophie         |
| Histoire de la Grèce de Temple Stanyan                                                               | 1742-43                                 | (néant)                                                                                         | 1743 (Antoine-Claude Briasson)                 | Traduction                   | Histoire            |
| Dictionnaire universel de médecine de Robert James                                                   | 1746-48                                 |                                                                                                 | 1746-48                                        | Traduction (collectif)       | Science             |
| Voyage en Hollande                                                                                   | 1773-1774                               | 1780-1782                                                                                       | 1818 (Éditions Belin)                          | Essai                        | Voyage              |
| Réflexions sur le livre De l'esprit                                                                  | 1758, entre le 27 juillet et le 15 août | 1758, 15 août                                                                                   | 1875 (éd. Assézat-Tourneux)                    | critique                     | philosophie         |
| Les Bijoux indiscrets                                                                                | 1748                                    | (néant)                                                                                         | 1748                                           | Roman                        | Fiction             |
| Cyclopaedia or Universal Dictionnary of Arts and Sciences                                            | 1750                                    |                                                                                                 | 1750                                           | Traduction (avec d'Alembert) | Arts et Sciences    |
| La Religieuse                                                                                        | 1760-...                                | 1780-1782                                                                                       | 1796                                           | Roman                        | Fiction             |
| Le Neveu de Rameau                                                                                   | 1761-1782                               | (néant)                                                                                         | 1805 (allemand), 1821 (fr), 1891 (fr)          | Dialogue                     | Fiction             |
| Lui et moi                                                                                           | 1762                                    |                                                                                                 |                                                | Dialogue                     | Satire              |
| Jacques le fataliste et son maître                                                                   | 1771-1778                               | 1778, nov.- 1780, juin                                                                          | 1796                                           | Roman                        | Fiction             |
| Pensées philosophiques                                                                               | 1746                                    | (néant)                                                                                         | 1746                                           | Aphorismes                   | Philosophie         |
| De la suffisance de la religion naturelle                                                            | 1746                                    | (néant)                                                                                         | 1770                                           |                              | Philosophie         |
| Lettre sur les aveugles à l'usage de ceux qui voient                                                 | 1749                                    | (néant)                                                                                         | 1749                                           | Essai                        | Philosophie         |
| Regrets sur ma vieille robe de chambre                                                               | 1768                                    | 1769, 15 février                                                                                | 1772                                           | Essai                        |                     |
| Entretien d'un père avec ses enfants                                                                 | 1770 été                                |                                                                                                 | 1773 (en : Contes moraux et nouvelles Idylles) | Conte                        | Morale              |
| Supplément au voyage de Bougainville                                                                 | 1772 été                                | 1773-1774                                                                                       | 1796 (en : Opuscules)                          | Dialogue                     | Philosophie         |
| Ceci n'est pas un conte                                                                              | 1772, été                               | 1773, avril                                                                                     | 1798 (Jacques-André Naigeon)                   | Conte                        | Fiction             |
| Madame de La Carlière                                                                                | 1772, été                               | 1773                                                                                            | 1798 (Naigeon)                                 | Conte                        | Fiction             |
| La Satire première                                                                                   | 1773-...                                | 1778 oct. (Corr. litt.)                                                                         |                                                | Dialogue                     | Philosophie         |
| Les Deux Amis de Bourbonne                                                                           | 1770, août                              | 1770, 15 déc.                                                                                   | 1773 (en : Contes moraux et idylles)           | Conte                        | Fiction             |
| Est-il bon ? Est-il méchant ?                                                                        | 1775-1780                               |                                                                                                 | 1834                                           | Théâtre                      | Fiction             |
| Le Prospectus de l'Encyclopédie                                                                      | 1749-1750                               | (néant)                                                                                         | 1750                                           | Essai                        |                     |
| Paradoxe sur le comédien                                                                             | 1770-1778                               | 1770 oct. (Corr. litt., ébauche)                                                                | 1830                                           | Essai                        | Critique            |
| Sur les femmes                                                                                       | 1771                                    | janvier 1772                                                                                    |                                                | Compte rendu                 | Critique            |
| La Réfutation d'Helvétius                                                                            | 1774-1778                               | 1783-1786 (partiel)                                                                             | 1875 (Jules Assézat)                           | Essai critique               | Philosophie         |
| Mystification ou L’histoire des portraits                                                            | 1768                                    | (néant)                                                                                         | 1951                                           | Conte                        | Fiction             |
| Pensées sur l'interprétation de la nature                                                            | 1753-1754                               | (néant)                                                                                         | 1753                                           | Essai                        |                     |
| Le Père de famille et Discours sur la poésie dramatique                                              | 1758                                    | (néant)                                                                                         | 1758                                           | Théâtre et essai             | Théâtre             |
| Les Salons                                                                                           | 1759-1781                               | 1759-1781 (I à IX)                                                                              |                                                | Compte rendu                 | Critique            |
| Les Essais sur la peinture                                                                           | 1765                                    | 1766                                                                                            |                                                | Essai                        | Art                 |
| Pensées détachées sur la peinture                                                                    | 1772, févr. -...                        |                                                                                                 |                                                | Essai                        | Art                 |
| Éloge de Richardson                                                                                  | 1762                                    | 1762, janv. (en : Journal étranger)                                                             |                                                | Essai                        | Critique            |
| La Promenade du sceptique                                                                            | 1747                                    |                                                                                                 | 1830                                           |                              | Philosophie         |
| Notes sur le style                                                                                   | 1771                                    |                                                                                                 | 1875 (Jules Assézat)                           | Essai                        | Critique            |
| L'Oiseau blanc : conte bleu                                                                          | 1748                                    | 1777, oct.                                                                                      | 1798 (Naigeon)                                 | Conte                        | Fiction             |
| Suite de l'Apologie de M. l'abbé de Prades                                                           | 1752                                    | (néant)                                                                                         | 1752 (12 oct.)                                 | Essai                        | Polémique           |
| Observations sur la « Lettre sur l’homme et ses rapports »                                           | 1773                                    |                                                                                                 | 1964                                           |                              | Philosophie         |
| Lettre sur l’Examen de l’Essai sur les préjugés                                                      | 1770                                    | (néant)                                                                                         | 1937                                           |                              | Politique           |
| Lettre apologétique de l'abbé Raynal à monsieur Grimm                                                | 1781, 25 mars                           |                                                                                                 |                                                | Lettre publique              |                     |
| Additions à la Lettre sur les aveugles                                                               | 1782                                    | 1782, mai                                                                                       |                                                | Essai                        | Philosophie         |
| Mémoires sur différents sujets de mathématiques                                                      | 1748                                    |                                                                                                 | 1748                                           | Essai                        | Sciences            |
| Mémoire sur la cohésion des corps                                                                    | 1761                                    | 1761 (Journal de Trévoux)                                                                       | 1875 (Assézat, vol. 9)                         | Essai                        | Sciences            |
| Sur deux mémoires de D'Alembert                                                                      | 1761, septembre                         |                                                                                                 | 1875 (Assézat, vol. 9)                         | Essai                        | Sciences            |
| Le Rêve de D'Alembert                                                                                | 1769                                    |                                                                                                 | 1830                                           | Dialogue                     | Philosophie         |
| L'histoire et le secret de la peinture en cire                                                       | 1755                                    | (néant)                                                                                         | 1755 (anonyme)                                 | Essai                        | Art et science      |
| Le Fils naturel                                                                                      | 1757                                    | (néant)                                                                                         | 1757                                           | Théâtre                      | Fiction             |
| Lettre sur les sourds et muets                                                                       | 1751                                    |                                                                                                 | 1751 (anonyme)                                 | Essai                        | Philosophie         |
| Éléments de physiologie                                                                              | 1765-1784                               |                                                                                                 | 1875                                           | Traité                       | Philosophie         |
| Addition aux Pensées philosophiques                                                                  | 1762, 11 nov.                           | 1763                                                                                            | 1770                                           | Aphorismes                   | Philosophie         |
| Principes philosophiques sur la matière et le mouvement                                              | 1770                                    | (néant)                                                                                         | 1792 (Enc. méthodique)                         | Essai                        | Philosophie/science |
| Voyage à Bourbonne et à Langres                                                                      | 1770, été-automne                       |                                                                                                 | 1831                                           | Prose                        | Récit               |
| Sur Térence                                                                                          | 1765                                    | 1765, 15 juillet - Gazette littéraire de l'Europe                                               |                                                | Essai                        | Critique            |
| Lettre sur le commerce des livres                                                                    | 1763                                    |                                                                                                 | 1861                                           | Essai                        | Marché du livre     |
| Histoire des deux Indes                                                                              | 1772... (div. articles)                 |                                                                                                 | 1780 (3e éd.)                                  | Encyclopédie (collectif)     | Histoire politique  |
| Essai sur le mérite et la vertu de Shaftesbury                                                       | 1745                                    | (néant)                                                                                         | 1749                                           | Traduction                   | Philosophie         |
| Apologie de Socrate de Platon                                                                        | 1749                                    | (néant)                                                                                         |                                                | Traduction                   | Philosophie         |
| Le Joueur d'Edward Moore                                                                             | 1760                                    |                                                                                                 |                                                | Traduction                   | Théâtre             |
| Plan d'une Université                                                                                | 1775-76                                 |                                                                                                 | 1875                                           | Essai                        | Éducation           |
| Vie de Sénèque ou Essai sur les règnes de Claude et de Néron                                         | 1777                                    |                                                                                                 | 1778 (déc) ; 1782 (2e éd.)                     | Essai                        | Histoire            |
| Première lettre d'un citoyen zélé (...)                                                              | 1748, 16 décembre                       | (néant)                                                                                         | 1748 (anonyme)                                 | Essai                        | Politique           |
| Principes de politique des souverains (Notes écrites de la main d’un souverain à la marge de Tacite) | 1774-1776                               | 1776, 19 janv. Correspondance secrète de Metra (partiel.) ; 1775 (Corr. litt.)[réf. nécessaire] | 1798 (Naigeon)                                 | Essai                        | Politique           |
| Paradoxe sur le comédien                                                                             | 1773-1778                               | (néant)                                                                                         | 1830                                           | Essai                        | Art                 |

## Accès aux textes intégraux
- Gallica.
- Classiques des sciences sociales de l'Université du Québec
- Google Books